# کلاوس-دیتر زیلوف
کلاوس-دیتر زیلوف (به آلمانی: Klaus-Dieter Sieloff) بازیکن فوتبال و مدافع اهل آلمان است که از سال ۱۹۶۴ میلادی عضو تیم ملی فوتبال آلمان بوده‌است. وی در ۱۴ بازی ملی حضور داشته است و آخرین بازی ملی خود را در سال ۱۹۷۱ میلادی انجام داد. کلاوس-دیتر زیلوف در بازی‌های ملی‌اش ۵ گل به ثمر رساند.
از تیم‌‌هایی که در آن بازی کرده‌است می‌توان به باشگاه فوتبال اشتوتگارت اشاره کرد.